# Ropang (plaats)
Ropang is een bestuurslaag in het regentschap Sumbawa van de provincie West-Nusa Tenggara, Indonesië. Ropang telt 1462 inwoners (volkstelling 2010).